# Lemna valdiviana
Lemna valdiviana là một loài thực vật có hoa trong họ Ráy (Araceae). Loài này được Phil. mô tả khoa học đầu tiên năm 1864.

## Hình ảnh

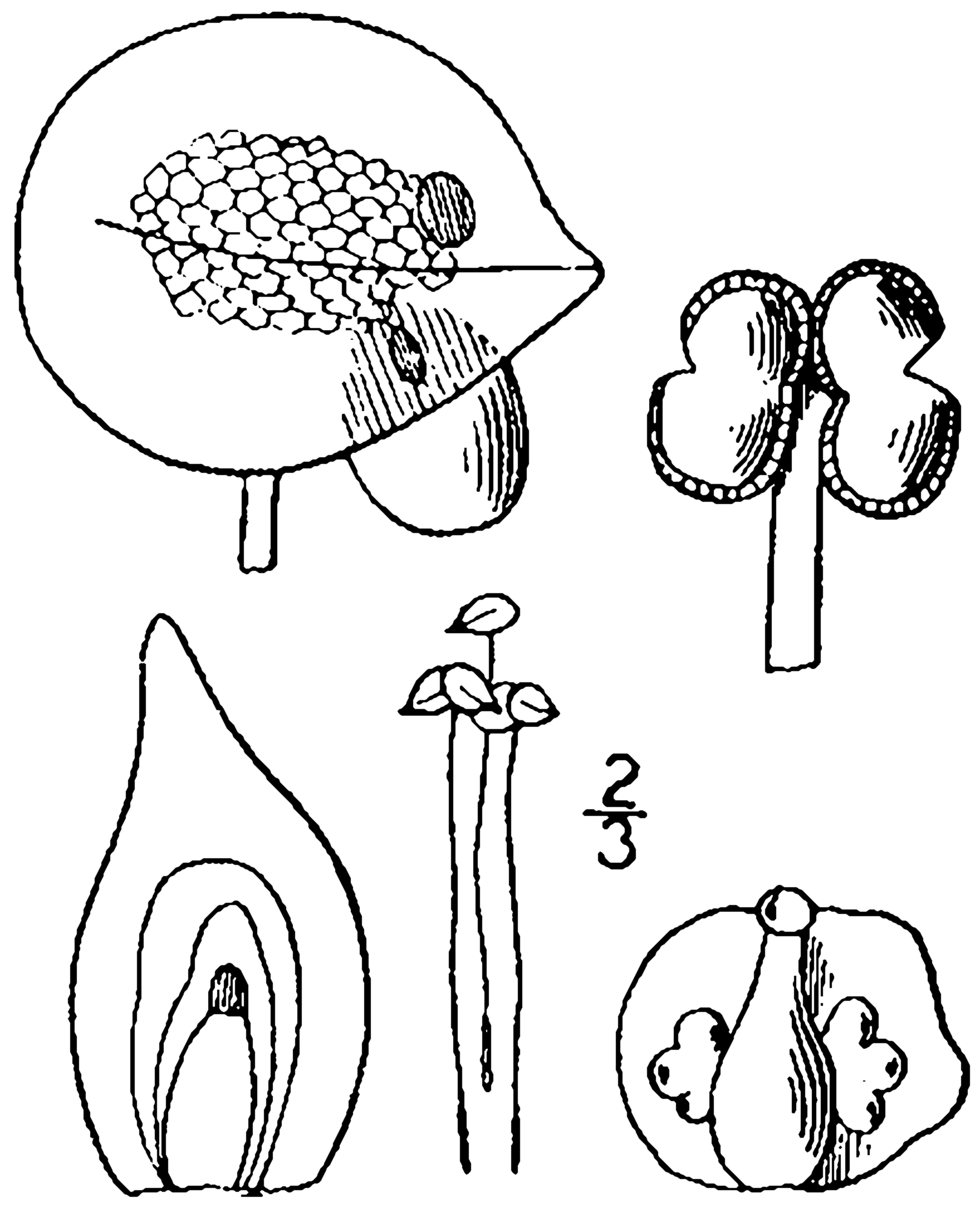
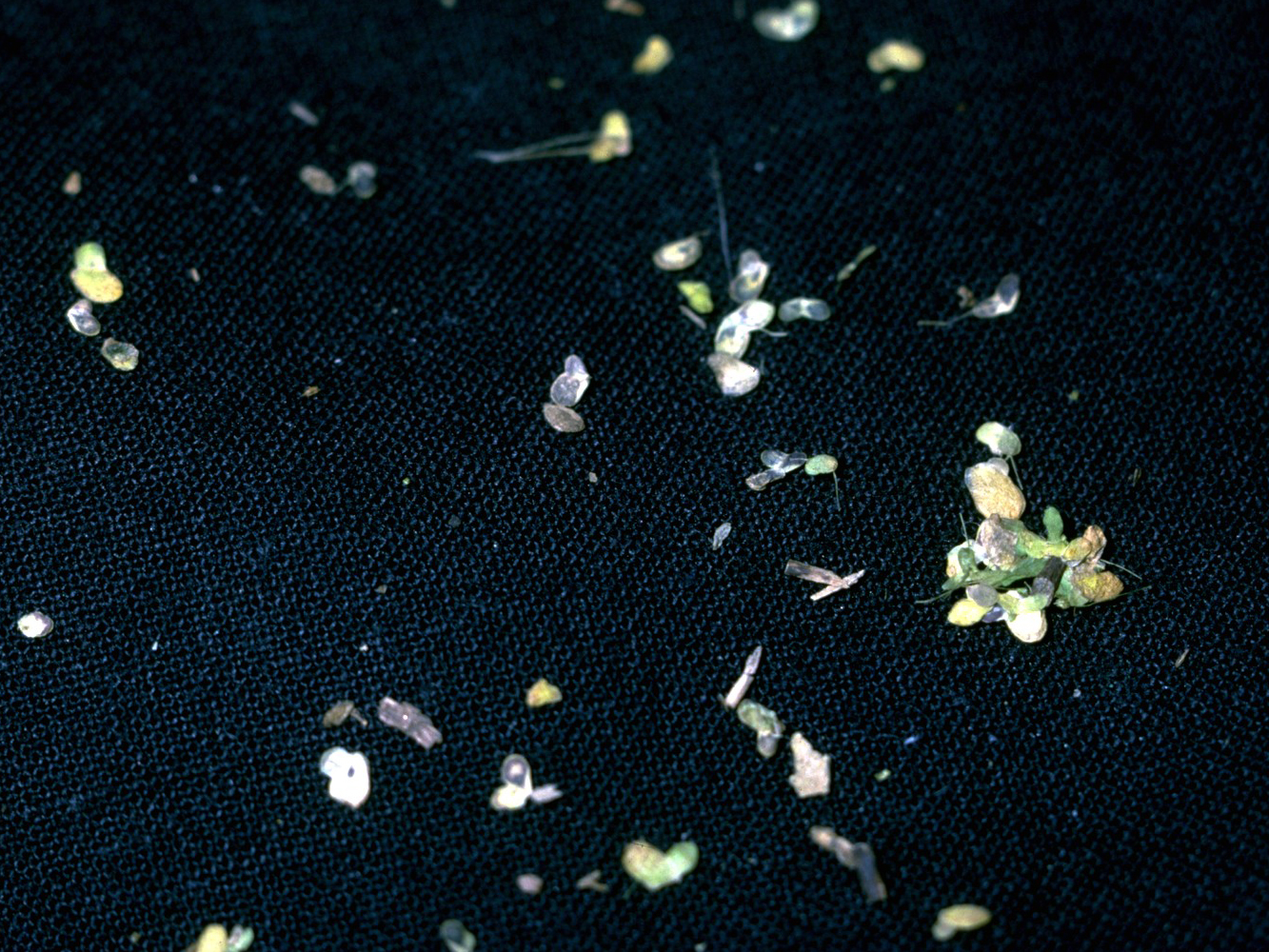